# 'S gibt nur a Kaiserstadt, 's gibt nur a Wien!
'S gibt nur a Kaiserstadt, 's gibt nur a Wien! (C'è una sola città imperiale, c'è una sola Vienna!) op. 291, è una polka di Johann Strauss (figlio).
Johann si ispirò per il titolo della sua polka dal ritornello di Aline, un Singspiel (commedia musicale) del compositore Adolf Bauerle, con musiche di Wenzel Muller, andato in scena al Teatro di Leopoldstadt il 9 ottobre 1822. A suo tempo, l'aria Was macht der Prater, divenne immensamente popolare all'epoca, mentre il ritornello Ja nur ein Kaiserstadt, Ja nur ein Wien" (Sì, solo una città imperiale, sì solo una Vienna) divenne una frase estremamente celebre.
Per la sua polka, Strauss, non usò le melodie di Aline ma, appropriatamente, nel finale del brano ricorrono le note dell'inno imperiale austriaco di Haydn, Gott erhalte Franz den Kaiser.
Johann Strauss condusse a Vienna la prima esecuzione del suo lavoro il 4 dicembre 1864 ad un festival, nei Volksgarten, in occasione dei festeggiamenti per il 20º anniversario dal debutto del compositore avvenuto al Casinò Dommayer (1844).
Come molte composizioni scritte da Johann in quel periodo, anche 'S gibt nur a Kaiserstadt, 's gibt nur a Wien! fu eseguita per la primissima volta durante la tournet di viaggi in Russia, a Pavlovsk, dove venne eseguita durante il penultimo concerto al Vauxhall Pavilion l'8 ottobre 1864, sotto il titolo Vergiss mein nicht (Non dimenticatemi).